# Aldo Zargani
Aldo Zargani (Torino, 7 agosto 1933 – Roma, 19 ottobre 2020) è stato uno scrittore e superstite dell'Olocausto italiano.
Pubblicò i libri Per violino solo. La mia infanzia nell'aldiqua (1938-1945) (Il Mulino, 1995), Certe promesse d'amore (Il Mulino, 1997) e In bilico (Marsilio, 2017): il primo fu anche tradotto in inglese, tedesco, spagnolo e francese.

## Biografia
Aldo Zargani nacque il 7 agosto 1933 a Torino in una famiglia ebraica. Con la promulgazione delle leggi razziali fasciste nel 1938 cominciò un periodo difficile per la sua famiglia. Il padre Mario Zargani perse il lavoro di musicista all'orchestra della Radio di Torino. Durante le persecuzioni antisemite successive all'8 settembre 1943, egli rimase per qualche tempo nascosto con il fratellino in un convento (l'Istituto Salesiani di Cavaglià), prima di raggiungere i genitori rifugiati a Bioglio sulle montagne già in mano ai partigiani.
Dopo la guerra proseguì gli studi ed ebbe una brillante carriera alla RAI fino al pensionamento nel 1994.
Nel 1995 decise di raccontare i suoi anni più difficili nel libro Per violino solo. La mia infanzia nell'Aldiqua 1938-1945 (Bologna: il Mulino), uno dei primissimi racconti autobiografici ad affrontare il problema dell'impatto traumatico che le persecuzioni ebbero sui bambini ebrei in Italia, anche tra coloro che non furono deportati nei campi di sterminio, costretti a lasciare le loro case e a vivere nascosti nella paura, spesso separati dai propri genitori. Il libro ebbe un ottimo successo di pubblico e di critica e venne tradotto in tedesco, inglese e francese. 
Nel 1997 descrisse in Certe promesse d'amore le sue esperienze del dopoguerra, fra cui la militanza nella gioventù sionista. Nel 2017 pubblicò un libro di racconti, In bilico.

## Opere
- Per violino solo, La mia infanzia nell'Aldiqua. 1938-1945, Il Mulino, Bologne, 1995.
- Certe promesse d'amore, Il Mulino, Bologna, 1997.
- L'Odeur du lac, traduit et postfacé par Olivier Favier, Alidades, Évian, 2008. Tre racconti inediti in italiano
- In bilico (noi gli ebrei e anche gli altri), Marsilio Editore, 2017[4]

### Articoli, racconti

#### L'Unità
- "Il mestiere di chi c'era" racconto pubblicato nel volume speciale "Voci della memoria" (L'Unità del 25 aprile 2005)

#### Lettera internazionale
- Chi ha paura di Daniel Goldhagen ? – n° 53, 1997
- Pluralità ebraica e deriva fondamentalista – n° 54, 1997
- La caldaia spenta del Sabato – n° 61, 1999
- Gli ebrei italiani e quelli di Torino – n° 63, 2000
- Raccontare la Shoah in un'aula scolastica – n° 64, 2000
- Tra l'utopia e la realtà. Entretien avec Corrado Israel De Benedetti – n° 66, 2000
- Un monoteismo pragmatico – n° 73/74, 2002
- Visitate l'Australia ! – n° 75, 2003
- Americani ! – n° 76, 2003
- Apodissi: per una geometria della memoria – n° 91, 2007
- Ira e stupore – n. 92, 2007
- I sopravvissuti. Entretien avec Olivier Favier – n° 93, 2007

#### Il Mulino
- L'urlo, il khamsin e le bandiere n.4/1996 luglio agosto
- L'organetto e le foto n.5/1996 settembre/ottobre
- Congiurati silenziosi n.4/1997
- Sconfinati deserti e angusti spazi n.6/2000
- Il medico pietoso fa la piaga verminosa n.1/2008
- "Il Mulino on line" dicembre 2009 "Arbeit macht frei".
- "il sincrotrone dell'antisemitismo" settembre 2015

#### IB informazione bibliografica de "Il Mulino"
- n.4 1994 "Diario d'infanzia e di morte".
- n.3 1998 "Gli ebrei sono ancora di moda".
- n.1 2001 "Mi hanno tradotto!".

#### Keshet
- n.3/4 2008 "Primo Levi. molto più che un testimone"

#### Altri
- "Visitate l'Australia!" A B C 3 trasmissioni 2º trimestre 2003
- Conversazione sulla sinfonia "Leningrado" di Dimitri Shostakovic - "radio 3 suite" (14 aprile 2004).
- Dictionary of Race, Ethnicity & Culture (voce antisemitismo) edito nel 2003 dalle ed. Guido Bolaffi, Raffaele Bracalenti.
- "Normalità" racconto pubblicato nel volume "Le storie salvano la vita" edito nel marzo 2006 dalle ed. MAVIDA
- Al di sotto di un femtosecondo, racconto presentazione per il volume delle opere pittoriche di Giovanna Picciau, luglio 2004– ed. Gangemi
- Noi due, memorie di Anna Foa e Davide Jona presentazione e adattamento.
- vari articoli per Ha Keillah, per La rassegna di Israel.
- "Nostalgia" e "il papa in sinagoga" sono pubblicati anche in Le leggi antiebraiche del 1938 (2007).
- "Apodissi, per una geometria della memoria" pubblicato da Storia e memoria per costruire una coscienza civile (2008).
- vari articoli e racconti sulla rubrica Opinioni a confronto di Pagine Ebraiche.
- vari articoli e racconti sulla rivista online Doppiozero
- La rivista Le Chemin des livres, pubblicata da Alidades[5] pubblicò due interviste con Olivier Favier e la storica francese Marie-Anne Matard-Bonucci, e un racconto inedito.